# Salvador Juanpere

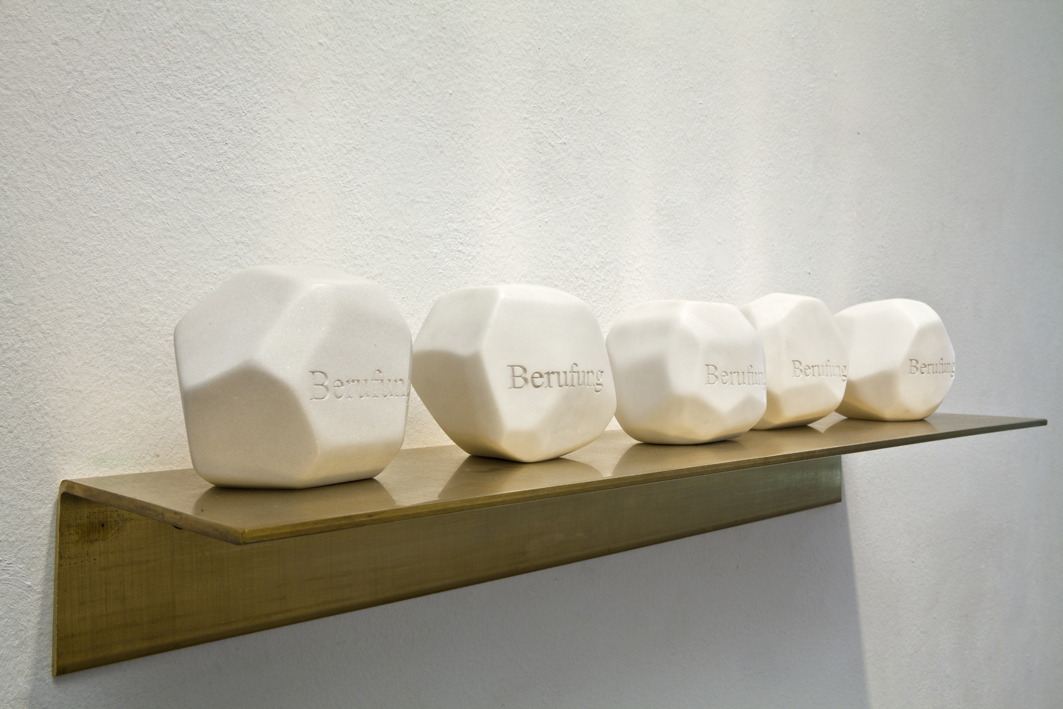
BERUFUNG (La pietra di David)
Mármol, inscripción láser y soporte de latón 70x6x22cms
2010

Salvador Juanpere Huguet (Reus 1953) es un artista contemporáneo catalán de larga trayectoria. Cercano a las corrientes conceptuales, sus dibujos, esculturas o instalaciones tienen un fuerte contenido formal y poético y son una reflexión sobre el propio proceso creativo, la metodología de la escultura y los oficios artísticos, todo dentro de un juego de ironías y de referencias metalingüísticas.

## Trayectoria
Salvador Juanpere se inicia en Reus como dibujante y pintor. Se traslada a Barcelona el 1976 para ingresar en la Facultad de Bellas Artes donde coincide con artistas como Magí Baleta, María Carbonero, los hermanos Xavier y Ignasi Aballí, Jaume Plensa o Susana Solano. Forma parte de la generación de escultores catalanes que se dan a conocer en la década de los ochenta en los “Saló de Tardor” del Ayuntamiento de Barcelona (1982-1983), en la exposición Nueva Escultura Catalana (1985), Escultura Ibérica Contemporánea, Zamora (1986) y participa en la exposición “la Vanguardia de la Escultura Catalana” del Centro de Arte Santa Mònica en Barcelona (1989).
Salvador Juanpere ha simultaneado su carrera artística con la de docente, en la Escuela Massana de Barcelona (1987-2004) y actualmente es profesor agregado del Departamento de Escultura de la Facultad de Bellas Artes de la UB. Ha publicado diversos textos en periódicos y revistas y el libro “Blog de treball” (2009), una reflexión diarística sobre sus procesos de trabajo.

## Relevancia
Su obra puede verse en diferentes espacios públicos de Catalunya: Reus, Terrassa, Montornès del Vallès i Barcelona, como también en Kouvola (Finlandia) y Kionggy ( Corea del Sur). Tiene obra en diversas colecciones públicas o privadas como el MACBA, La Fundación La Caixa, la Fundación Art Triangle, N.Y., la Fundació Suñol, la Fundación Vila Casas y en la colección de Arte del Parlamento Escocés en Edimburgo.
Ha expuesto individualmente en el Espai 10 de la Fundación Joan Miró, en el Palau de la Virreina y en la Fundación Vila Casas, de Barcelona; en el Museo de Arte Moderno de Tarragona, y en la Real Academia de España en Roma, así como en diversidad de galerías, individual y colectivamente.

## Exposiciones y proyectos
Su obra se puede ver en diferentes espacios públicos de Catalunya (Reus, Terrassa, Montornès del Vallès i Barcelona), como también en Kouvola (Finlàndia) y Kionggy (Corea del Sud). Tiene obra en diferentes colecciones públicas y privadas como el Museu de Reus, el Museu d’Art Modern de Tarragona, el Museu d'Art Contemporani de Barcelona (MACBA), la Fundació La Caixa, la Fundació Art Triangle NY, la Fundació Suñol, la Fundació Vila Casas y en la colección de arte del Parlamento Escocés. 
Ha realizado más de ciento cincuenta exposiciones entre individuales colectivas, entre las cuales cabe destacar Vestigis a l'Espai 10 de la Fundació Joan Miró,(1980),  “Paradigma” al Palau de la Virreina,de Barcelona (1997) ); Nel mezzo del cammin”…”en el Museu d'Art Modern de Tarragona;(2003), “Gli strumenti dell’arte” en la Fundació Vila Casas de Barcelona (2006), “Tributum” a la Real Academia de España en Roma (2011),”Sculptoris forma” en el Museu del Monestir de Sant Cugat del Vallès (2014), “Imatge i semblança” en el Museu de Montserrat (2019) y en diferentes galerías individual y colectivamente. [6]
Ha publicado el libro “Blog de treball”, (Edicions del Centre de Lectura, 2009)  una relfexión diarística de sus processs de trabajo. 
"La larga trayectoria escultórica de Salvador Juanpere está marcada por Fuertes interrogantes sobre la razón de ser de la escultura, que combina con un gran respeto por los escultores de referencia que le han precedido, de los que extrae pensamientos, comparte idees sobre cuál sería el origen de la forma y especula con ellos, con filósofos y escritores sobre las complejidades de este oficio. Con el objetivo de relativizar la supuesta genialidad del quehacer artístico, ha trazado un mapa conceptual de todo lo que le rodea y hace aparecer un interesante mundo subyacente al hecho escultórico, que deja de ser secundario para hacer surgir imágenes poéticas. Juanpere consigue dar categoría escultórica tanto a los soportes materiales como a los conceptuales al tratarlos como a sujetos representables. El trabajo de Juanpere es un elogio permanente a la dualidad, intelectual y procesual, intrínseca al trabajo del taller".
Extracto de “Salvador Juanpere. La voz de fondo de la escultura”,2019
Teresa Blanc, historiadora del arte y comisaria.